# Liste von Kinderwagenmuseen
Die Liste von Kinderwagenmuseen nennt Museen weltweit, die sich mit der Produktion, Geschichte und Entwicklung des Kinderwagens auseinandersetzen. Die Liste erhebt keinen Anspruch auf Vollständigkeit.

## Deutschland
| Bezeichnung                 | Bild           | Standort                                                                              | Bundesland     | Errichtung Einweihung | Weitere Informationen                                                                       |
| --------------------------- | -------------- | ------------------------------------------------------------------------------------- | -------------- | --------------------- | ------------------------------------------------------------------------------------------- |
| Deutsches Kinderwagenmuseum | weitere Bilder | Zeitz, in der Moritzburg (Burgenlandkreis) (Lage)                                     | Sachsen-Anhalt |                       | Siehe auch Ernst Albert Naether, der als Begründer der deutschen Kinderwagenindustrie gilt. |
| DDR-Museum Zeitreise        | weitere Bilder | Radebeul, direkt an der Meißner Straße, jedoch unter der Adresse Wasastraße 50 (Lage) | Sachsen        | 2006                  | Das Museum bestand bis 2016.                                                                |

## Weitere
| Bezeichnung                         | Bild           | Standort                                                                       | Staat       | Errichtung Einweihung | Weitere Informationen |
| ----------------------------------- | -------------- | ------------------------------------------------------------------------------ | ----------- | --------------------- | --------------------- |
| Kinderwagenmuseum in Scharndorf     |                | Scharndorf, Bodenzeile 6 (Bezirk Bruck an der Leitha, Niederösterreich) (Lage) | Österreich  |                       |                       |
| Kinderwagenmuseum in Náměšť na Hané | weitere Bilder | Náměšť na Hané (Lage)                                                          | Tschechien  |                       |                       |
| Museum Terug in de Tijd             | weitere Bilder | Horn (Limburg), Gemeinde Leudal (Provinz Limburg) (Lage)                       | Niederlande |                       |                       |